# Concord Records
Concord Records est un label discographique américain, filiale de Concord Music Group, fondé en 1973. Les groupes et artistes du label ont remporté 14 Grammy Awards et 88 nominations aux Grammy Awards.
Le logo original, une croche stylisée incorporant le C et le J de Concord Jazz, est créé par le graphiste de la Bay Area Dan Buck, qui a également travaillé sur plusieurs pochettes d'albums pour la société.

## Histoire
En 1999, Concord Records est racheté par un consortium dirigé par Hal Gaba et le producteur de télévision Norman Lear. Ses bureaux sont transférés de Concord, en Californie, à Beverly Hills en 2002. La même année, Concord s'associe à Starbucks pour sortir l'album Genius Loves Company de Ray Charles, qui remporte huit Grammy Awards, dont celui de l'album de l'année.
Concord Records achète le Fantasy Label Group en 2004 et, en décembre 2006, annonce la réactivation du label Stax Records en tant que forum pour la musique nouvellement enregistrée. En 2005, Concord Records annonce l'achat de Telarc Records et de sa filiale Heads Up, dans le cadre d'un accord dont les termes n'ont pas été divulgués. 
En 2007, Concord Records lance le label Hear Music en association avec Starbucks, signant des artistes tels que Paul McCartney, Joni Mitchell et John Mellencamp. Bien que Starbucks ait cessé d'être un partenaire actif un an plus tard, Concord maintient Hear en activité, avec un album classé dans le Top 5 en 2010 avec Live at the Troubadour de Carole King et James Taylor. En 2008, Village Roadshow Pictures Group et Concord Music Group achève leur fusion, donnant naissance à Village Roadshow Entertainment Group.
En 2010, il est annoncé que les catalogues solo et Wings de Paul McCartney seraient distribués au niveau mondial par Concord Music Group.

## Groupes et artistes
En 2023, le label compte 35 artistes en contrat avec Concord Records.
- Best Coast
- Bethany Cosentino
- Billy Gibbons
- Boz Scaggs
- Castlecomer
- Danielle Nicole
- DeVotchKa
- Elvis Costello
- Esperanza Spalding
- Haley Reinhart
- I Don't Know How But They Found Me
- Jennifer Nettles
- John Vincent III
- Jonny Lang
- Keb' Mo'
- Kenny Wayne Shepherd Band
- Kristin Chenoweth
- Lindsey Stirling
- Lizz Wright
- Magic Giant
- Matt Berninger
- Melissa Etheridge
- Postmodern Jukebox
- Santana[Lequel ?]
- Sérgio Mendes
- Southern Avenue
- Stokley
- Taj Mahal and Keb' Mo'
- Tears for Fears
- The Building
- The New Pornographers
- The Record Company
- The Revivalists
- Thirty Seconds to Mars
- Zella Day